# Ait Mzal
Ait Mzal  (in arabo أيت مزال‎?) è un centro abitato e comune rurale del Marocco situato nella Provincia di Chtouka-Aït Baha, regione di Souss-Massa. Conta una popolazione di 3 814 abitanti (censimento 2014).